# بارگو (نیو ساوت ولز)
بارگو (به انگلیسی: Bargo) یک شهرک در استرالیا است که در نیو ساوت ولز واقع شده‌است.